# Palé
Palé (nje. Paling) je selo u središnjoj južnoj Mađarskoj.
Zauzima površinu od 2,15 km četvornih.

## Zemljopisni položaj
Nalazi se na 46° 16' sjeverne zemljopisne širine i 18° 4' istočne zemljopisne dužine, sjeverozapadno od gorja Mečeka. Baranyajenő je 1 km zapadno, Meződ je 2,5 km sjeveroistočno, kotarsko sjedište Šaš je manje od kilometra istočno i jugoistočno, Vázsnok je 2,5 km istočno-sjeveroistočno, Felsőegerszeg je 3 km istočno-jugoistočno, Mindszentgodisa je 2,5 km južno, Baranyaszentgyörgy je 2,5 km jugozapadno. Županijska granica s Tolnanskom županijom je 2 km sjeverno.

## Upravna organizacija
Upravno pripada Šaškoj mikroregiji u Baranjskoj županiji. Poštanski broj je 7370. 

## Povijest
Prvi povijesni zapis ovog sela datira iz 1327., kada ga izvori bilježe pod imenom Pauli.
U srednjem vijeku je pripadalo šomođskoj opatiji.
Za vrijeme turske vlasti, selo se nalazilo na važnoj vojnoj prometnici. Opustjelo je zbog ratnih nedaća.
Krajem 18. st. vlasti naseljavaju Nijemce iz Tolnanske županije u ovo pusto selo.
Do Drugog svjetskog rata su Nijemci činili većinu u ovom selu. 1945. je veliki broj Nijemaca preseljen.
Početkom 20. stoljeća je pripadao Hegyhátskom okrugu u Baranjskoj županiji
Po mađarskom popisu od 1910., 206 stanovnika su bili rimokatolici, a po narodnosnoj strukturi je bilo 6 Mađara i 200 Nijemaca.

## Promet
Kroz selo prolazi državna cestovna prometnica br. 66.

## Stanovništvo
Palé ima 118 stanovnika (2001.). Mađara su većina. Romi u selu imaju manjinsku samoupravu. Nijemaca je iznad 3%., Preko 3/4 stanovnika su rimokatolici, preko 8% je kalvinista.

## Vanjske poveznice
- Palé na fallingrain.com